# Sportpark Ronhof
Lo Sportpark Ronhof (ufficialmente Sportpark Ronhof Thomas Sommer, denominato Playmobil-Stadion dal 1997 al 2010, Trolli Arena dal 2010 al 2014 e Stadion am Laubenweg dal 2014 al 2016) è uno stadio di calcio situato nel quartiere di Ronhof a Fürth, in Baviera.
Lo stadio è stato originariamente inaugurato l'11 settembre 1910, e oggi contiene 18 000 persone; ospita gli incontri casalinghi del Greuther Fürth. Il Fürth è la terza squadra tedesca a giocare da più tempo nello stesso terreno, preceduta soltanto da Stuttgarter Kickers (1905) ed Altona 93 (1908).